# Storgatan, Göteborg
Storgatan är en gata i stadsdelarna Lorensberg och Vasastaden i Göteborg. Den fick sitt namn 1867, och sträcker sig cirka 760 meter från Haga Kyrkogata och nordost till Södra Vägen. Storgatan är numrerad 1–53. År 1882 föreslogs att gatan skulle byta namn, då Storgatan enligt en ledamot av stadsfullmäktige verkade "småstadsaktigt."

## Historik

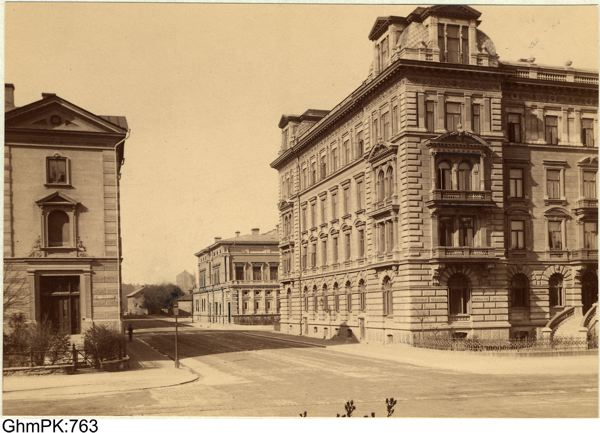
Storgatan vid Kungsportsavenyen med Kvarteret Kalmarehus till vänster och Kvarteret Borganäs till höger. Bild från 1889.

Gatans sträckning år 1872 var mellan Haga Kyrkogata (1867) och Landalagatan (1867), som blev Karl Gustavsgatan 1882. Under 1800-talets första hälft kallades detta område omväxlande för Västra Hagaheden respektive Hasselbladska ängen, och senare under 1800-talet gick området för gatans hela sträckning under namnet Hagaheden.
I Göteborgs adress- och industrikalender för 1875 anges gatans sträckning till: "(delvis ej utlagd) från Gamla Allén framför Chalmersska slöjdskolan till Haga kyrka." Men i 1878–års kalender har den fått sin nuvarande sträckning: "från Gamla Allén [Södra Vägen] förbi Chalmerska Slöjdskolan till Haga kyrka."
År 1900 var Storgatans längd 759 meter, medelbredd 17,8 meter och areal 13 510 kvadratmeter. Gatans gångbanor var 5 059 kvadratmeter stora år 1915, och belagda med tuktad sten, asfalt, betong eller klinkert. Körbanornas 8 231 kvadratmeter var belagda med tuktad sten, kullersten, smågatsten eller asfalt.

## Kvarter längs Storgatan

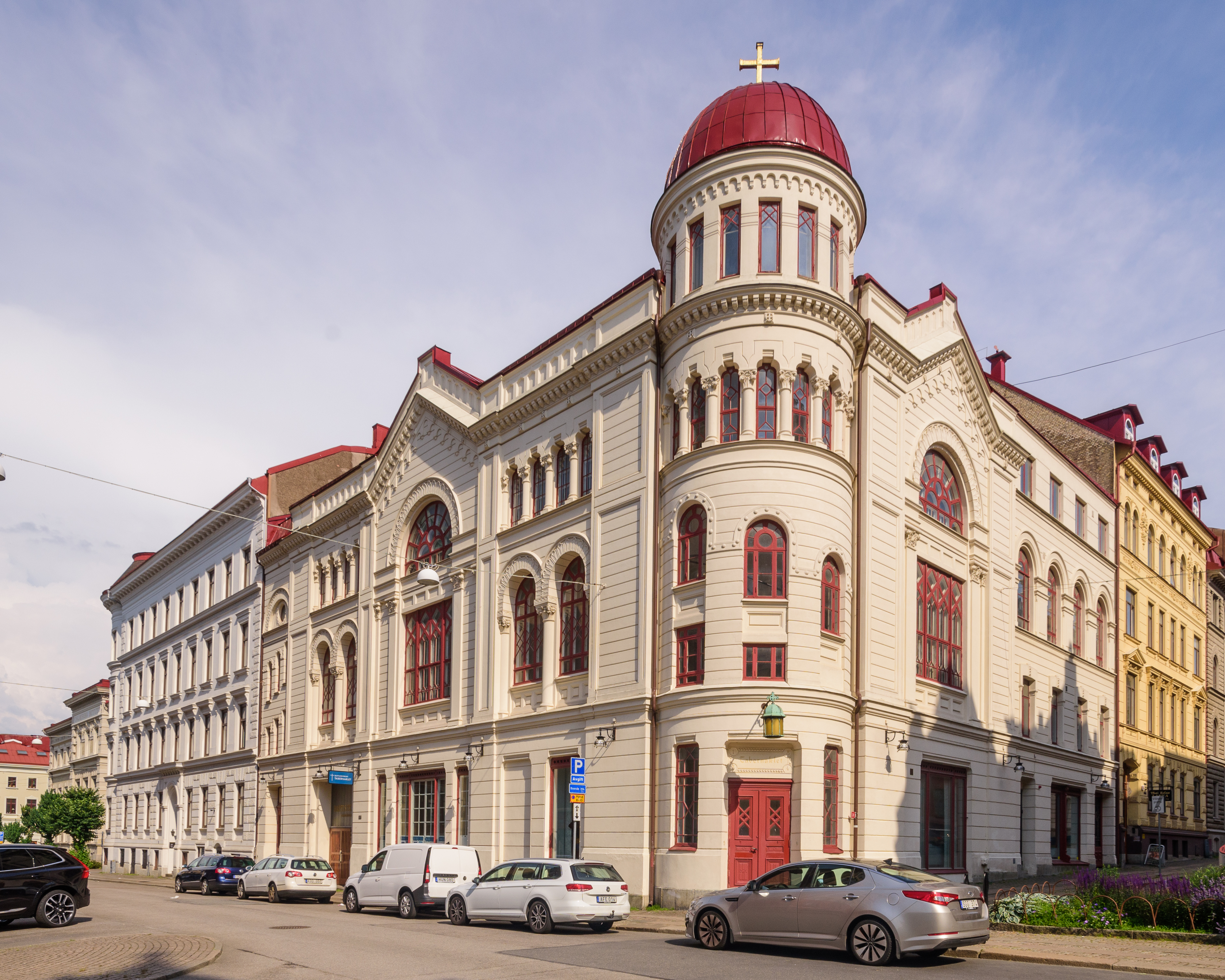
Kvarteret 48 Vik med Göteborgs baptistförsamlings kyrkobyggnad Tabernaklet som uppfördes 1884 efter ritningar av Johan August Westerberg.

Vasastaden
- Kvarter 1 Alen, nr 2–4
- Kvarter 2 Almen, nr 6–8
- Kvarter 3 Asken, nr 10–12
- Kvarter 4 Avenboken, nr 14–16
- Kvarter 5 Björken, nr 25–29
- Kvarter 6 Masurbjörken, nr 19–23
- Kvarter 7 Glasbjörken, nr 11–17
- Kvarter 8 Boken, nr 1–9

Lorensberg
- Kvarter 40 Rydboholm, nr 18–20
- Kvarter 41 Ulvåsa, nr 22–24
- Kvarter 42 Fågelvik, nr 26
- Kvarter 43 Borganäs, nr 30
- Kvarter 44 Visborg, nr 32–34
- Kvarter 45 Kastellholm, nr 51–53
- Kvarter 46 Kalmarehus, nr 45–49
- Kvarter 47 Kronoberg, nr 43
- Kvarter 48 Vik, nr 39–41
- Kvarter 49 Nyköpingshus, nr 31–35

## Fastighetsbeteckningar
- (1) Vasastaden 8:1
- (2) Vasastaden 1:4
- (3) Vasastaden 8:2
- (4) Vasastaden 1:3
- (5A) Vasastaden 8:3
- (5B) Vasastaden 8:3
- (6A) Vasastaden 2:2
- (6B) Vasastaden 2:1
- (7A) Vasastaden 8:4
- (7B) Vasastaden 8:4
- (7) Vasastaden 8:4
- (8A) Vasastaden 2:3
- (8B) Vasastaden 2:4
- (9) Vasastaden 8:5
- (10) Vasastaden 3:1
- (11) Vasastaden 7:1
- (12) Vasastaden 3:1
- (13A) Vasastaden 7:2
- (13B) Vasastaden 7:2
- (13) Vasastaden 7:2
- (14) Vasastaden 4:1
- (15A) Vasastaden 7:3
- (15B) Vasastaden 7:3
- (15) Vasastaden 7:3
- (16) Vasastaden 4:2
- (17) Vasastaden 7:4
- (18) Lorensberg 40:1
- (19A) Vasastaden 6:1
- (19B) Vasastaden 6:1
- (19) Vasastaden 6:1
- (20) Lorensberg 40:2
- (21A) Vasastaden 6:2
- (21B) Vasastaden 6:2
- (22) Lorensberg 41:4
- (23) Vasastaden 6:3
- (24) Lorensberg 41:3
- (25) Vasastaden 5:1
- (26) Lorensberg 42:1
- (27A) Vasastaden 5:2
- (27B) Vasastaden 5:2
- (29) Vasastaden 5:3
- (30) Lorensberg 43:1
- (31) Lorensberg 49:1
- (32) Lorensberg 44:2
- (33) Lorensberg 49:2
- (34A) Lorensberg 44:2
- (34B) Lorensberg 44:2
- (35) Lorensberg 49:3
- (39) Lorensberg 48:1
- (41) Lorensberg 48:2
- (43) Lorensberg 47:6
- (45) Lorensberg 46:1
- (47) Lorensberg 46:1
- (49) Lorensberg 46:3
- (51) Lorensberg 45:21
- (53) Lorensberg 45:16